# Thug Life: Volume 1
Thug Life: Volume 1 er debutalbummet af gruppen Thug Life, startet af rapperen Tupac Shakur, og udgivet den 26. september 1994.

## Trackliste
1. . "Bury Me a G" (featuring. Natasha Walker)
2. . "Don't Get It Twisted"
3. . "Shit Don't Stop" (featuring. Y.N.V.)
4. . "Pour Out a Little Liquor"
5. . "Stay True" (featuring. Stretch)
6. . "How Long Will They Mourn Me?" (featuring. Nate Dogg)
7. . "Under Pressure" (featuring. Stretch)
8. . "Street Fame"
9. . "Cradle to the Grave"
10. . "Str8 Ballin'"